# Parastasia punctulata
Parastasia punctulata är en skalbaggsart som beskrevs av Ohaus 1900. Parastasia punctulata ingår i släktet Parastasia och familjen Rutelidae. Inga underarter finns listade i Catalogue of Life.